# Hofanlage Mahlen 5

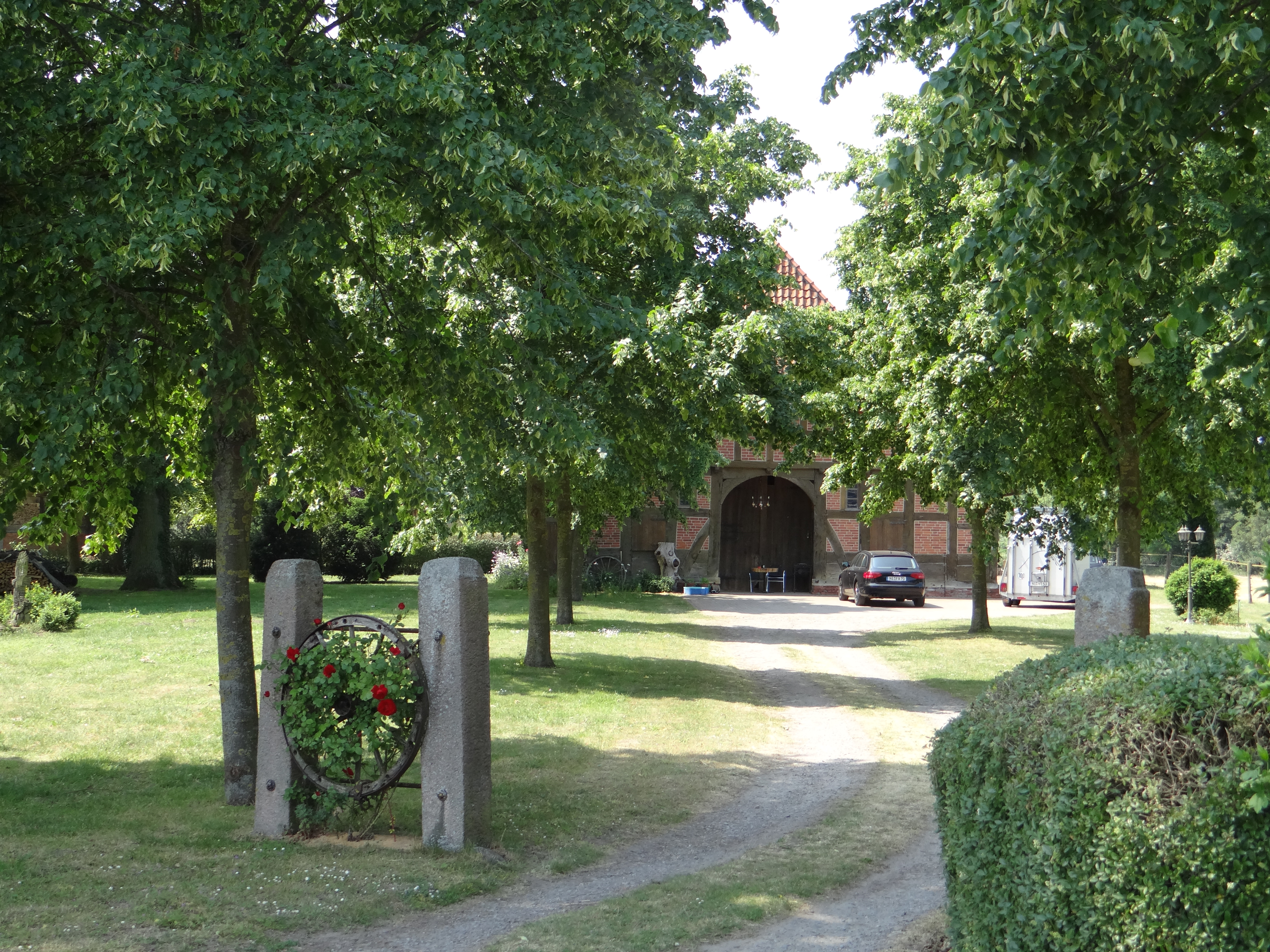
Wohnhaus

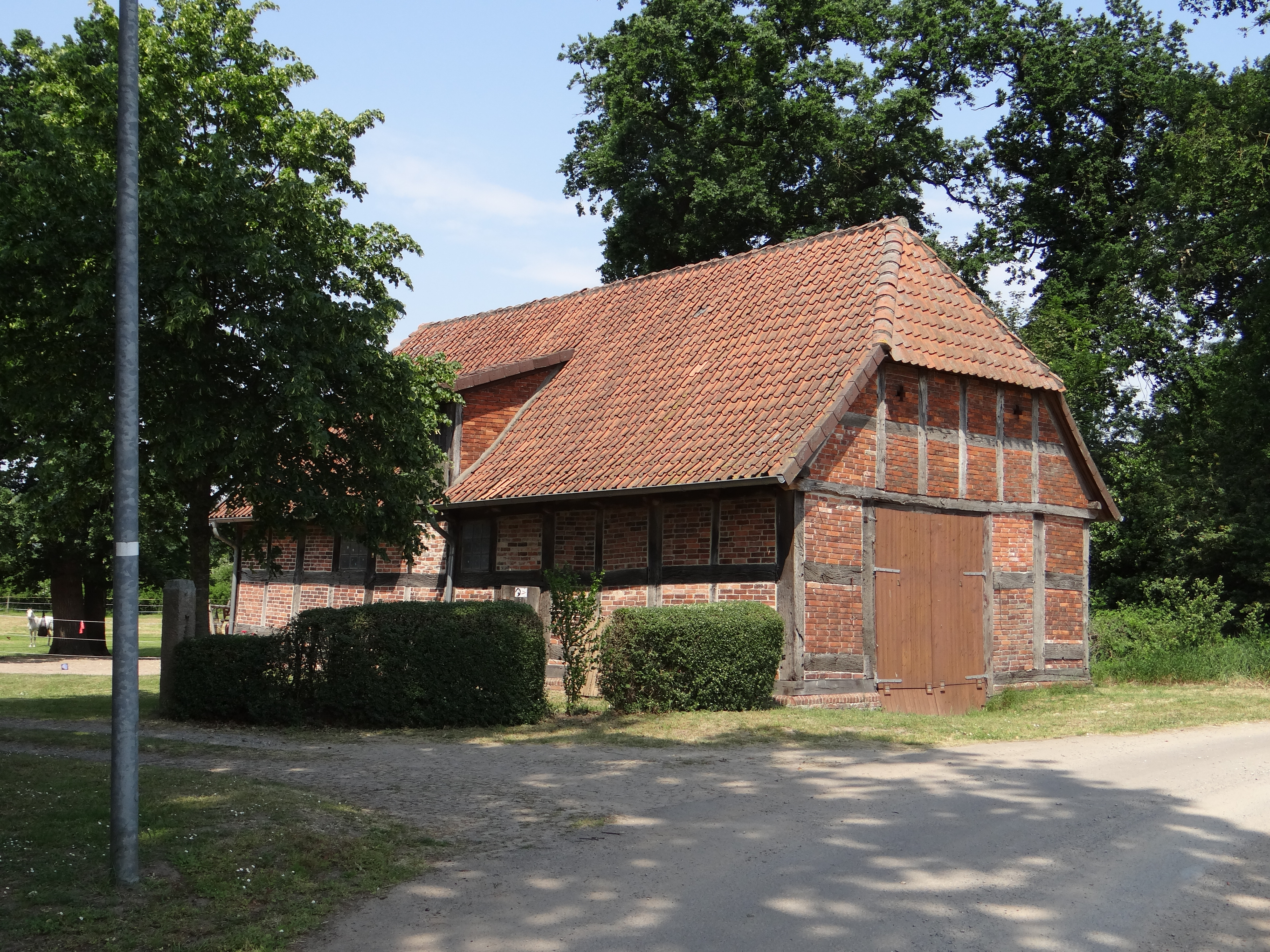
Schafstall

Die Hofanlage Mahlen 5 (auch: Hof Kracke) in Eystrup, in der niedersächsischen Samtgemeinde Grafschaft Hoya, stammt vom 17. bis 19. Jahrhundert.
Das Haupthaus wird heute als Wohnhaus genutzt.
Die Gebäude stehen unter Denkmalschutz (siehe auch Liste der Baudenkmale in Eystrup).

## Geschichte und Beschreibung
Mahlen (früher Molen) wurde erstmals 1025 erwähnt.
Der nicht mehr bewirtschafte Krackehof war ein Vollmeierhof und besteht heute (2023) aus:
- dem eingeschossigen Wohn- und Wirtschaftsgebäude als niederdeutsches Hallenhaus in Fachwerk mit Steinausfachungen und einem ziegelgedeckten Krüppelwalmdach,
- dem eingeschossigen Backhaus in Fachwerk mit Satteldach,
- dem zweigeschossigen Speicher aus dem 17. Jahrhundert in Fachwerk mit Lehmausfachungen sowie mit dreifach vorkragendem Giebel und Satteldach
- und dem eingeschossigen Stall in Fachwerk.

Eine Scheune ist bei einem Luftangriff 1942 abgebrannt, ein Viehstall ist 1992 abgebrannt.
Die angrenzenden Wiesen reichen bis zum Mahler See, der sich im Eigentum von Hof 4 und 5 befindet.
Das Niedersächsische Landesamt für Denkmalpflege befand: „… geschichtliche Bedeutung … durch beispielhafte Ausprägung einer Hofanlage mit niederdeutschem Hallenhaus als Hauptbau mit regionaltypischen Nebengebäuden …“
Auch die Hofanlage Mahlen 3 und die Hofanlage Mahlen 4 sind denkmalgeschützt.
In einer Bildergalerie des Heimatvereins werden die Gebäude gezeigt.